# Droga (album Leniwca)
Droga – piąty album jeleniogórskiej grupy muzycznej Leniwiec, wydany w 2011r.

## Skład
- Zbigniew "Mucha" Muczyński – wokal, gitara elektryczna
- Paweł "Cyna" Nykiel – puzon, akordeon, chórki
- Jarek "Okoń" Oczoś – perkusja, chórki
- Krzysztof "Krzychu" Herezo – gitara basowa
- Agnieszka "Agis" Szpargała - śpiew, saksofon
- Paweł Wrocławski - gitara

## Lista utworów
1. "Droga"
2. "Gatunek"
3. "Niedowierzący"
4. "Krzychu"
5. "Szkocka"
6. "Helena"
7. "Mój PRL"
8. "Cztery życia"
9. "Kalina"
10. "Kroki"

### Bonusy
1. "Cohen"
2. "Ranne radio"
3. teledysk "Droga"